# Kayrat Ermetov
Kayrat Ermetov (né le 23 mai 1984) est un skieur alpin ouzbek.
Il a représenté son pays lors des Jeux olympiques d'hiver de 2006.